# 查利·布鲁克
查利·布鲁克（英語：Charlie Brooker，1932年3月25日—2020年12月18日），加拿大男子冰球运动员，场上位置是前锋。他曾代表加拿大参加1956年冬季奥林匹克运动会冰球比赛，获得一枚铜牌。